# 池田うえもん
池田 うえもん（いけだ うえもん、1952年 - ）は、日本の現代美術アーティスト及び画家。兵庫県神戸市出身。本名は池田達夫。　

## 経歴
1971年、東京都立西高等学校卒業。
1970年に東京からローマへ留学し、ローマ美術アカデミーに入学。彫刻家ヴェナンツオ・クロチェッティの指導を受け、1977年に卒業。以降現在に至るまでローマに居を構え、現地で活動している。
1980年代、イタリアで美術評論家のシモネッタ・ルクス (Simonetta Lux) と出会う。
1989年、東京のルナミ画廊で、同画廊オーナーの並河恵美子のキュレーションによる個展「池田うえもん」を開催。
1991年、ルクスに誘われローマのブラスキ宮殿で開催された「同時代性-新しい方向性日本の現代美術展」グループ展に参加。
1997年、ボマルツォ市オルシーニ宮殿で開催された、ルクスとトゥーシア大学現代美術研究所美術館のミリアム・ミロッラ (Miriam Mirolla) 主催の企画展「芸術と詩への近接」に参加。その際、ジャンフランコ・バルチェロ、ファブリツィオ・クリサフルリ、ジョバンニ・ディ・ステファノ、アンドレア・モネ、ロバート・グリゴロフ、ヤニス・クネリス、レナート・マンボー、ファビオ・マウリ、長澤英俊、アキレ・ペリリ、高原直也といった、イタリアの芸術界で重要な役割を果たす多くのアーティストに出会った。
2000年、ローマ・ラ・サピエンツァ大学現代美術館研究所にて個展を開催。合わせて、ルクスとの共著「Acrobazia 」を出版[1]。
2004年、個展「L'OCCHIO NON VEDE - DAS AUGE SIEHT NICHT RUDOLF STEINER」、「WANDTAFELZEICHNUNGEN 50 DISEGNI ALLA LAVAGNA」、「ラ・サピエンツァ」（ローマ・ラ・サピエンツァ大学現代美術館研究所）を開催。また、フランチェスカ・ラシェル・オペディサーノの協力を得てウォルター・クグラーとルクスによって企画された、芸術と科学シンポジウム「反動：作品を伴うアート」展に、ヨーゼフ・ボイス、ルイジ・オンターニ、アキーレ・ペリッリ、イリヤ・ショシキとともに出展[2]。
2005年、ローマ・ラ・サピエンツァ大学現代美術館研究所にて個展「ラ・サピエンツァ」を再び開催。
2010年、ローマのイブリダ・コンテンポラリー・ギャラリーにて、エマヌエーレ・デ・ノタリス (Emanuela de Notariis) による企画で個展「イアソンと美貌の王女メディア」を開催。
2011年、東京のトキ・アートスペースで、並河恵美子とトキノリコの監修の下、個展「金色の羊毛 - ジェイソンと美しきメディア」を開催。また同年、ローマのイタリア国立東洋美術館でロリア・ドラーニャとメアリー・アンジェラシュロスによって企画・開催されたグループ展「L’Artista come Rishi」の日本部門に、池田の作品が常設の浮世絵と共に展示された。
2012年、ローマのエンブリチェ・ギャラリースタジオにて、個展「ポスト構造主義、線と糸と迷路」を、カルロ・セヴェラーティ (Carlo Severati、建築家) とルクスによるキュレーションの下で開催。カルロ・トマッシ (Carlo Tomassi) 制作の映像作品『L'infanzia di Tatsuo』と、池田へのインタビュー映像も個展中放送された。また、同年9月2日には、ローマで開催された第13回ヨーロッパユダヤ文化デーグループ展に参加し、シナゴーグの内庭でインスタレーションを行い、ダビデの星を糸を用いてデザインした。
2013年4月、ローマのカンピドリオ広場で、アースデイに合わせてインスタレーション「持たぬ者と持つ者」を、フランチェスコ・ガッロ・マッツェオ教授 (Francesco Gallo Mazzeo) とスタジオ・マルタ・ビアンキ (Studio Marta Bianchi) の共同企画で開催。また、同年にはローマ現代美術館企画「都市の肖像 #2 ローマの芸術 1960 - 2001」に招待されたほか、10月5日の「現代美術の日」 (Giornata del Contemporaneo) 、に合わせ、イタリア国立21世紀美術館内の広場でインスタレーション「空間建築、線、糸、WebNet」[3] [4][5]を行った。
2015年、ローマ現代美術館のファクトリー・スペースで、リエルモ・ジリオッティ (Guglielmo Gigliotti) とアダ・ロンバルディ (Ada Lombardi) による企画展「平和のための3人のアーティストたち」に、レナート・マンボー (Renato Mambor)、ジョバンニ・アルバネーセ (Giovanni Albanese) とともに参加。
2017年、日本の国立新美術館で行われた第102回二科展に出品。同年、作品集「池田うえもん」をイタリアのデ・ルーカ美術出版 (De Luca Editori d’Arte)  から出版（ISBN：978-88-6557-301-3）。
2018年11月、ナポリ王宮の屋上庭園が長期間の修復工事を終えたことを記念し、王宮内でナポリ国立美術アカデミーの学生とともにインスタレーションを行った。企画はカンパニア州美術館の総ディレクターであるアンナ・インポネンテ (Anna Imponente) で、イタリア日本財団とローマ日本文化会館が協賛した[6]。
2018年以降、三重県で開催される現代美術パドル展に出展している。2019年のパドル展では、赤い糸によるインスタレーションを行った
2019年9月6日、ヴェネツィアで開催される「ジャパン・ウィーク」に、インスタレーション「Fragility」で参加。キュレーションはスタジオ・マルタ・ビアンキと建築家のオリンピア・デ・サンティス (Olimpia de Sanctis) 。作品は自然の影響を受けやすい海上都市ヴェネツィアのFragility（壊れやすさ）を表現している。このイベントは、ウンベルト・ヴァッターニ (Umberto Vattani) 大使が会長を務めるイタリア日本財団によって開催され、ヴェネツィア市の協賛、ヴェネツィア国際大学、ヴェネツィア大学、イタリア外務省、 在イタリア日本大使館の後援を受けて開催された。[7]
赤い糸のインスタレーションは、2021 年 10 月にミラノで開催されるた女性起業家グループ FIPE (イタリア公共運動連盟)のシンボルになりました。「Racconti Paralleli」[8]ISBN 9791259630698 マルタ ビアンキ編集、ローマのラ・ヌヴォラ画廊での個展の際、ボルドー出版社から出版。この本は、アーティストによって書かれた60の未発表の物語で構成され、ウンベルト・ヴァッターニ大使による序文とアリス・ファルサペルラによる批評文が添えられています。
彼の作品は、シモネッタ・ルックスとアルゼンチンのカルロス・スパルタコ、評論家である東京都庭園美術館の名誉館長である井関正明によって擁護されてきました。 

池田うえもんは、ローマ在住、美術活動しています。

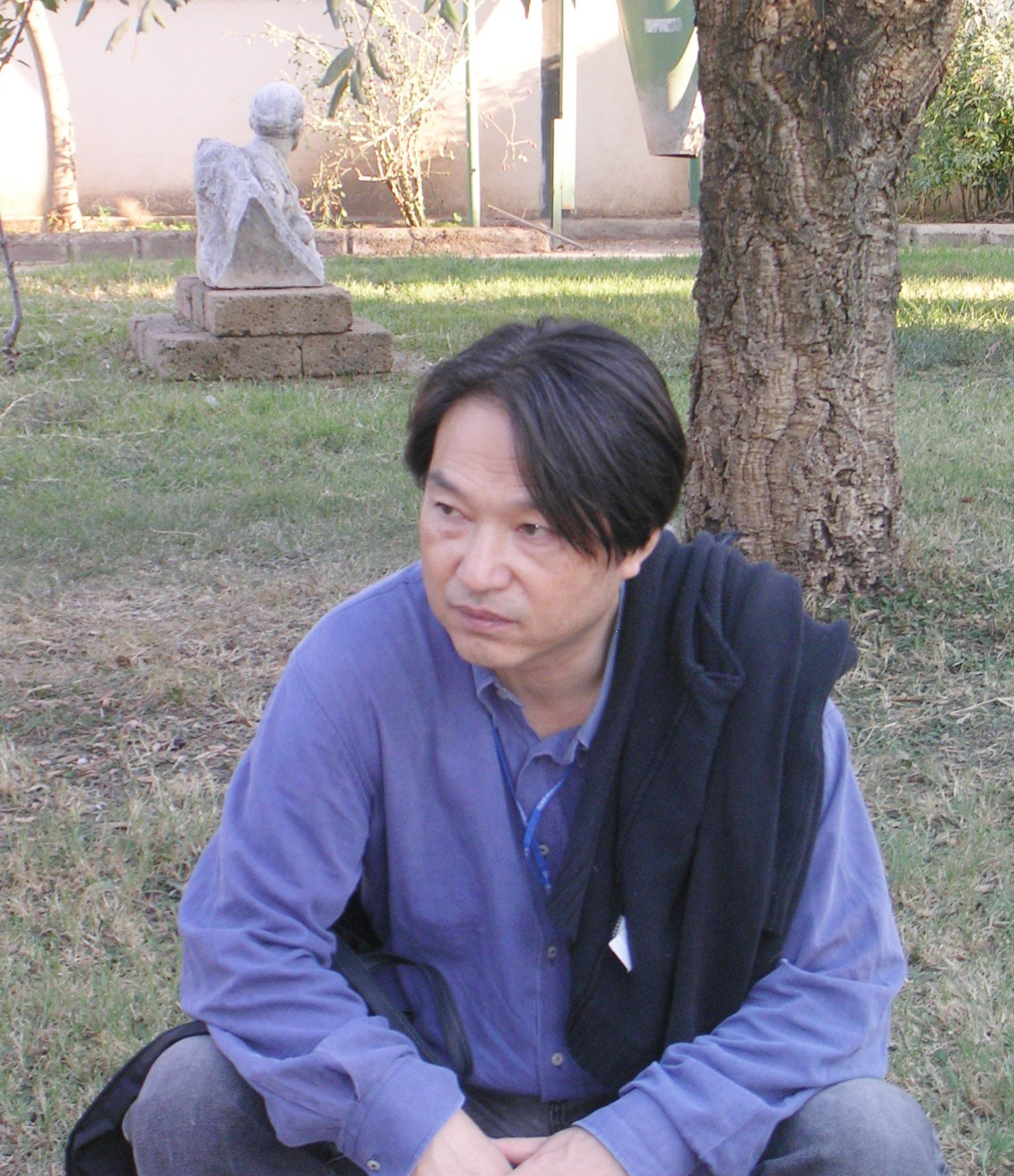
池田うえもん、2020年、ローマにて